# Punto de aterrizaje de cable
Un punto de aterrizaje de cable es el lugar donde un cable submarino o que va sumergido toque tierra. El término se utiliza con mayor frecuencia para los puntos de llegada de cables de telecomunicaciones submarinos y cables eléctricos submarinos. El aterrizaje será ya sea directamente (en el caso de un sistema de cable de punto a punto) o a través de la rama de un cable principal usando una unidad de ramificación submarina. La rama puede medir varios kilómetros.

Un punto de aterrizaje del cable SEA-ME-WE 4 en el Bazar de Cox en Bangladesh

## Criterios
Los puntos de aterrizaje de cable suelen ser elegidos cuidadosamente para estar en las áreas:
1. que tienen poco tráfico marítimo para reducir al mínimo el riesgo de ser dañados por cables de las anclas de barco y las operaciones de arrastre;
2. con suave pendiente, fondos marinos arenosos o limosos para que el cable se puede enterrar a minimizar la posibilidad de daños;
3. sin fuertes corrientes que puedan descubrir cables enterrados y potencialmente mover dichos cables.

Estos lugares son raros, y por lo general será el punto de tocar tierra compartida por varios sistemas de cable. Algunos ejemplos son:
- Widemouth Bay, cerca de Bude (Inglaterra) en Cornualles, Reino Unido, donde muchos cables de telecomunicaciones llegan a la costa: 
  - Apollo (Norte)
  - TAT-8
  - TAT-14
  - Cable AC2[3]
- Blaabjerg, Dinamarca, donde los siguientes cables llegan a la costa:
  - CANTAT-3
  - DANICE
  - ODIN
  - TAT-14
  - UK-Denmark 4
- Changi, Singapur, donde los siguientes cables llegan a la costa:
  - APCN
  - ASEAN
  - C2C[3]
  - TIISCS
  - TIS
- Chennai, India, donde los siguientes cables llegan a la costa:
  - i2i[3]
  - SEA-ME-WE 4[3]
  - TIISCS
  - BRICS

Con frecuencia, habrá una estación de aterrizaje de cable cercana o estación de terminación de cable, que puede ser compartido entre varios sistemas de cable, pero en algunos casos, el cable puede ser establecido muchas millas tierra adentro antes de llegar a su punto de terminación.
Una estación de aterrizaje de cable puede o puede no ser necesaria, dependiendo de si el cable submarino requiere energía para los repetidores o amplificadores submarinos. Los voltajes aplicados a los cables pueden altos: 3.000 a 4.000 voltios para un sistema típico cable de telecomunicaciones transatlánticas, y 1.000 voltios para un sistema de telecomunicaciones por cable en varios canales. Los cables de alimentación submarinos operan a muchos kilovoltios: por ejemplo, el cable de alimentación Fenno-Skan opera a 400 kV DC.
Una estación de terminación de cable es el punto en el que el cable submarino se conecta a la infraestructura en tierra o en red. Una estación de terminación del cable puede ser la misma instalación que la estación de aterrizaje de cable, o puede estar a muchas millas de distancia. La estación de terminación suele ser el punto en el que la red terrestre de alta capacidad 'backhaul' conecta con áreas de alta demanda, que suelen ser los centros de alta densidad de población, en lugar de los lugares por lo general alejadas de puntos de aterrizaje de cable/estaciones de aterrizaje/estaciones de terminación. Un buen ejemplo de esto es el sistema de cable Endeavour que conecta Australia a Hawái. El punto de aterrizaje de cable en Sídney es Tamarama Beach, a cierta distancia de la estación de terminación del cable en Paddington.